# پی‌یر-الکسیس دوما
پیر-الکسیس دوما، (به فرانسوی: Pierre-Alexis Dumas) (زاده ۱۹۶۶) کارآفرین، بازرگان و مدیر ارشد اجرایی فرانسوی است، که در حال حاضر به‌عنوان مدیر هنری شرکت ارمس فعالیت می‌کند.